# Henry Holland, 2. Duke of Exeter

Wappen des Henry Holland, 2. Duke of Exeter

Henry Holland, 2. Duke of Exeter (* 27. Juni 1430 im Tower of London; † September 1475) war ein englischer Magnat. In den Rosenkriegen war er ein führender Parteigänger und Heerführer des Hauses Lancaster.

## Herkunft und Jugend
Henry Holland war der einzige Sohn von John Holland, 2. Earl of Huntingdon und von dessen ersten Frau Anne Stafford geboren. Durch seine Großmutter Elisabeth, eine Schwester von König Heinrich IV., war er eng mit dem Haus Lancaster verbunden. Sein Vater wurde aufgrund seiner nahen Verwandtschaft zum König 1444 zum Duke of Exeter erhoben, obwohl er einschließlich des Wittums seiner Frau nur jährliche Einkünfte von knapp über £ 1000 hatte. Damit lagen seine Einkünfte weit unter denen seiner Standesgenossen. Die Verbindung von John Holland zum Haus Lancaster und die unsichere Erbfolge von Heinrich VI. führten wohl dazu, dass Richard Plantagenet, 3. Duke of York am 10. August 1445 für die Verheiratung seiner ältesten Tochter Anne mit Henry eine stattliche Mitgift von 4500 Mark bot. Die Heirat fand im Januar 1446 statt, und als John Holland 1447 starb, wurde Henry als sein einziger Sohn sein Erbe. Da er jedoch noch minderjährig war, wurde sein Schwiegervater Richard von York sein Vormund. Am 23. Juli 1450 wurden ihm sein Erbe übergeben, obwohl er offiziell immer noch minderjährig war. Der Grund hierfür war möglicherweise die Rebellion von Jack Cade, die vielleicht wünschten, dass Holland als Verwandter des Königs an der Regierung beteiligt sein sollte.

## Versuch der Erweiterung seiner Besitzungen
Wenig später wurden Holland auch der Titel Duke of Exeter und die anderen Titel seines Vaters übertragen. Da seiner Stiefmutter Anne Montagu aus den Besitzungen seines Vaters ein Wittum zustand, konnte er erst nach ihrem Tod 1457 über sein gesamtes Erbe verfügen. Damit hatte er noch geringere Einkünfte als sein Vater. Zwar erhielt er 1451 eine jährliche Pension von 500 Mark, doch dafür verlor er mit der englischen Niederlage im Hundertjährigen Krieg seine Besitzungen in Frankreich. Seine begrenzten finanziellen Mittel standen in offensichtlichem Widerspruch zu seiner königlichen Herkunft und zu seinem Titel, so dass er dringend seinen Besitz zu vermehren versuchte. Dies erklärt vielleicht sein rücksichtsloses und gewalttätiges Verhalten in den 1450er Jahren. 1450 sicherte sich Exeter die Verwaltung der in königlichen Besitz befindlichen Ländereien von Matthew Gournay in Dorset und Somerset. 1451 wurde ihm vom Duchy of Cornwall die Verwaltung von Lostwithiel, Restormel und anderen Gütern in Cornwall übertragen, und im gleichen Jahr erbte er von einem Cousin acht Güter in Bedfordshire. Dann ließ Exeter den älteren und kinderlosen Minister Ralph Cromwell, 3. Baron Cromwell fälschlicherweise des Verrats bezichtigen. Am 2. Juni 1452 besetzte er gewaltsam dessen Besitz Ampthill Castle. Cromwell konnte jedoch, unterstützt von anderen Baronen und von der Regierung, die Vorwürfe leicht widerlegen, worauf sich Exeter und seine Unterstützer vor dem Court of Common Pleas verantworten mussten. Vor Gericht drohte Exeter eine klare Niederlage, doch durch Drohungen schüchterte er die Richter und Beamten sowohl in Westminster wie auch in Bedfordshire so ein, dass von 1453 bis 1454 niemand gefunden wurde, der das Amt des Sheriffs für die Grafschaft übernehmen wollte. Am 19. Januar 1454 verbündete sich Exeter mit Thomas Percy, 1. Baron Egremont, einem erklärten Gegner Cromwells, der aber auch mit der mächtigen Familie Neville und sogar mit seinem Schwiegervater York verfeindet war. Damit gewann der Streit zwischen Exeter und Cromwell noch größere Bedeutung. Als der König im August regierungsunfähig wurde, war Exeter der nächste Verwandte des Königs und des minderjährigen Prince of Wales, so dass er Anspruch auf die Regentschaft als Lordprotektor gehabt hätte. Stattdessen wurde im März 1454 York zum Lordprotektor und Richard Neville, 5. Earl of Salisbury zum Lordkanzler ernannt. Dazu bestärkte das Parlament den Anspruch von Cromwell auf Ampthill, der im Gegensatz zu Exeter in den Kronrat berufen wurde. Der enttäuschte Exeter ging nun als Verteidiger der Rechte des Hauses Lancaster am 21. Mai 1454 in Spofforth zur offenen Revolte über. Er beanspruchte die Regierung, die Verwaltung des Duchy of Lancaster und vergab Ländereien des Duchy, um Anhänger zu gewinnen. Um weitere Unterstützung zu erhalten, begann er Verhandlungen mit Schottland. York zog umgehend nach Nordengland, um die Revolte niederzuschlagen, so dass diese rasch zusammenbrach. Exeter erschien nun in Westminster, um sich vor Gericht gegen Cromwell zu behaupten, wurde jedoch verhaftet. Im Juli ließ York ihn nach Pontefract Castle bringen, während Cromwell im September wieder in den Besitz von Ampthill Castle kam. Als der König im März 1455 wieder genas, wurde Exeter freigelassen. Nach dem Sieg der Yorkisten in der Ersten Schlacht von St Albans im Juni 1455 wurde er wieder verhaftet und in Wallingford Castle inhaftiert. Durch den Tod von Cromwell im Januar 1456 entging er allerdings einer vernichtenden Anklage wegen Verrats. Schließlich kam er wieder frei, doch sein Anspruch auf Ampthill war endgültig verwirkt.

## Unterstützer des Hauses Lancaster während der Rosenkriege
Als Salisbury zum Keeper of the Seas ernannt wurde, widersprach dieses Amt Exeters Erbamt als Lord High Admiral. Dies führte zu einer weiteren Entfremdung zwischen Exeter und seinem Schwiegervater York, doch selbst die Lancastrianer am Königshof misstrauten seinen Aktionen. Im November 1458 versuchte er eigenmächtig, Richard Neville, 16. Earl of Warwick in seine Gewalt zu bringen. Nach diesem Angriff auf einen der Führer der Yorkisten wurde er in Berkhamsted Castle inhaftiert. Erst gegen Stellung einer Kaution von £ 10.000 kam er im Februar 1459 wieder frei. Als entschlossener Unterstützer der Lancastrianer nahm er im September 1459 an der Schlacht von Blore Heath teil. Trotz dieser Niederlage schwor er dem König am 11. Dezember 1459 in Coventry die Treue. Der König ernannte ihn daraufhin zum Kommandanten von Fotheringhay Castle, einer früheren Burg von York, dessen Besitz der König für beschlagnahmt erklärt hatte. Als Admiral konnte Exeter im März 1460 nicht die Rückkehr von Warwick von Irland nach England verhindern, obwohl ihm dafür 3500 Soldaten zur Verfügung standen. Im Juli nahm er an der Schlacht von Northampton teil. Nach der Niederlage begleitete er Königin Margarete auf ihrer Flucht nach Nordengland. Am 20. Januar 1461 bezeugte er Margaretes Vertrag mit Schottland. Im Februar 1461 kämpfte er auf der Seite der Lancastrianer in der Zweiten Schlacht von St Albans und im März 1461 in der Schlacht von Towton. Nach diesem entscheidenden Sieg der Yorkisten flüchtete er wieder nach Nordengland. Im Mai griff er mit anderen Lancastrianern vergeblich Carlisle an. Anschließend folgte er Jasper Tudor nach Wales, wurde jedoch mit diesem am 16. Oktober am Twt Hill bei Caernarfon geschlagen. Mit Königin Margarete flüchtete er von Edinburgh per Schiff nach Sluis in Burgund. In den nächsten Jahren gehörte Exeter zum Gefolge von Margarete, die unter ärmlichen Verhältnissen in Saint-Mihiel im Herzogtum Bar lebte. Unter dem neuen König Eduard IV. wurde Exeter im November 1461 geächtet, wodurch seine Adelstitel verwirkt waren und seine Güter von der Krone eingezogen wurden. Die Güter wurden daraufhin jedoch Exeters Frau Anne auf Lebenszeit übertragen wurden. Angeblich sah Philippe de Commines im August 1463 Exeter barfuß und bettelnd von Tür zu Tür gehend.
Erst nach der Wiedereinsetzung von Heinrich VI. 1470 konnte Exeter nach England zurückkehren. Im Februar 1471 war er wieder in England, wurde jedoch mit anderen Lancastrianern am 3. April in einem Gefecht bei Leicester geschlagen. Zwei Wochen später gehörte er zusammen mit Warwick zu den Führern der Lancastrianer in der Schlacht von Barnet. Schwer verwundet, wurde er nach der Niederlage der Lancastrianer für tot gehalten und auf dem Schlachtfeld liegen gelassen. Exeter konnte sich jedoch nach London ins Kirchenasyl retten. Am 26. Mai wurde er gefangen genommen und in den Tower gebracht. Eduard IV., der nach dem Sieg der Yorkisten wieder König geworden war, zögerte, den immer noch verletzten Exeter hinzurichten, der zudem sein Schwager war. Allerdings erreichte Exeters Frau am 12. November 1472 die Scheidung. 1475 ließ Eduard IV. ihn frei und forderte ihn auf, ihn bei seinem Feldzug nach Frankreich zu unterstützen. Der Feldzug scheiterte jedoch völlig, und anstatt wieder vom König als Duke eingesetzt zu werden, fiel er auf der Rückreise über Bord und ertrank im Ärmelkanal. Es wird vermutet, dass er auf Weisung des Königs über Bord geworfen worden war.

## Nachkommen und Erbe
Aus seiner Ehe mit Lady Anne of York († 1476) hatte Exeter zwei Kinder gehabt, darunter:
- Lady Anne Holland († 1474) ⚭ Thomas Grey, 1. Marquess of Dorset.

Da seine beiden Kinder jedoch bereits vor ihm gestorben waren, wurde sein Neffe Ralph Neville der nächstberechtigte Erbe seiner Besitzungen. Aufgrund der noch bestehenden Ächtung von 1461 wurde diesem jedoch das Erbe verweigert, das beim Tod von Lady Anne of York, 1476, an die Krone fiel.

## Rolle in Shakespeares Drama Heinrich VI.
Henry Holland tritt als Lancastrianer im dritten Teil in William Shakespeares Drama Heinrich VI. auf. Entgegen der historischen Wahrheit wird Exeter im Drama zusammen mit Heinrich VI. ins Gefängnis geworfen, danach hört man nichts mehr von ihm.